# Vinnius
Vinnius is een geslacht van spinnen uit de familie springspinnen (Salticidae).

## Soorten
De volgende soorten zijn bij het geslacht ingedeeld:
- Vinnius buzius Braul & Lise, 2002
- Vinnius camacan Braul & Lise, 2002
- Vinnius subfasciatus (C. L. Koch, 1846)
- Vinnius uncatus Simon, 1902